# Colpochila soror
Colpochila soror är en skalbaggsart som beskrevs av Britton 1986. Colpochila soror ingår i släktet Colpochila och familjen Melolonthidae. Inga underarter finns listade i Catalogue of Life.